# Horseshoe Bend, Arkansas
Horseshoe Bend là một thành phố thuộc quận Izard, tiểu bang Arkansas, Hoa Kỳ. Năm 2010, dân số của thành phố này là 2184 người.

## Dân số
- Dân số năm 2000: 2278 người.
- Dân số năm 2010: 2184 người.